# 레나 괴슬링
레나 괴슬링(독일어: Lena Goeßling, 1986년 3월 8일 ~ )은 독일의 여자 축구 선수이다. 포지션은 미드필더이며, 현재 독일 프라우엔-분데스리가의 VfL 볼프스부르크에서 활동하고 있다.

## 클럽 경력
레나 괴슬링은 SV 뢰네-오베른베크 유스 팀에서 선수 생활을 시작했다. SV 준데른, FC 귀테르슬로 2000 유스 팀에서 활동했고 2002년에는 독일 U-17 여자 축구 선수권 대회에서 우승을 경험했다. 2003년에 FC 귀테르슬로 2000 1군 팀으로 승격되면서 2. 프라우엔-분데스리가 무대에 데뷔했고 2006년에 SC 07 바트노이에나어로 이적하면서 프라우엔-분데스리가 무대에 데뷔했다.
레나 괴슬링은 2011년 6월에 VfL 볼프스부르크로 이적했으며 2012-13 시즌에서는 VfL 볼프스부르크의 프라우엔-분데스리가 우승, 여자 DFB-포칼 우승, UEFA 여자 챔피언스리그 우승을 견인했다. 2013-14 시즌에서는 VfL 볼프스부르크의 프라우엔-분데스리가 우승, UEFA 여자 챔피언스리그 우승을 견인했고 2016-17 시즌부터 2018-19 시즌까지 VfL 볼프스부르크의 프라우엔-분데스리가 우승, 여자 DFB-포칼 우승을 견인했다.

## 국가대표 경력
레나 괴슬링은 2002년부터 2007년까지 독일 여자 U-17, U-19, U-20, U-23 축구 국가대표팀 선수로 활동했으며 핀란드에서 개최된 2004년 UEFA U-19 여자 축구 선수권 대회에서 독일의 준우승에 공헌했다.
레나 괴슬링은 태국에서 개최된 2004년 FIFA U-19 세계 여자 축구 선수권 대회에 참가했으며 태국과의 조별 예선 경기에서 2골을 기록했다. 그 외에 오스트레일리아와의 조별 예선 경기, 나이지리아와의 8강전 경기, 중국과의 결승전 경기에도 출전하면서 독일의 우승에 공헌했다. 러시아에서 개최된 2006년 FIFA U-20 세계 여자 축구 선수권 대회에도 참가했지만 독일은 미국과의 8강전 경기에서 패배하면서 탈락하고 만다.
레나 괴슬링은 2008년 2월에 열린 중국과의 친선 경기에 출전하면서 독일 여자 축구 국가대표팀 선수로 데뷔했다. 2008년 베이징 하계 올림픽, 핀란드에서 개최된 UEFA 여자 유로 2009 본선에 참가할 독일 여자 축구 국가대표팀 예비 명단에 이름을 올렸지만 최종 명단에서 탈락하면서 참가하지 않았다. 독일에서 개최된 2011년 FIFA 여자 월드컵에 참가하여 프랑스와의 조별 예선 경기, 일본과의 8강전 경기에 출전했지만 독일은 일본과의 8강전 경기에서 패배하면서 탈락하고 만다.
레나 괴슬링은 2011년 10월 22일에 열린 루마니아와의 UEFA 여자 유로 2013 예선 경기에서 자신의 국가대표팀 첫 골을 기록했다. 스웨덴에서 개최된 UEFA 여자 유로 2013 본선에서는 네덜란드와의 조별 예선 경기, 아이슬란드와의 조별 예선 경기, 이탈리아와의 8강전 경기, 스웨덴과의 준결승전 경기, 노르웨이와의 결승전 경기에 출전하여 독일의 우승에 기여했다.
레나 괴슬링은 캐나다에서 개최된 2015년 FIFA 여자 월드컵에서 코트디부아르와의 조별 예선 경기, 노르웨이와의 조별 예선 경기, 스웨덴과의 16강전 경기, 프랑스와의 8강전 경기, 미국와의 준결승전 경기, 잉글랜드와의 3·4위전 경기에 출전했는데 독일은 해당 대회에서 4위를 차지했다. 2016년 리우데자네이루 하계 올림픽에서는 본선 6경기에 모두 출전하여 독일의 여자 축구 금메달에 기여했다.
레나 괴슬링은 네덜란드에서 개최된 UEFA 여자 유로 2017에서 러시아와의 조별 예선 경기, 덴마크와의 8강전 경기에 출전했지만 독일은 덴마크와의 8강전 경기에서 패배하면서 탈락하고 만다. 프랑스에서 개최된 2019년 FIFA 여자 월드컵에도 참가했으나, 스웨덴과의 8강전에서 패배해 탈락한 후 국가대표팀에서 은퇴하게 된다.

## 수상

### 클럽
VfL 볼프스부르크
- 프라우엔-분데스리가 5회 우승 (2012-13, 2013-14, 2016-17, 2017-18, 2018-19)
- 여자 DFB-포칼 6회 우승 (2012-13, 2014-15, 2015-16, 2016-17, 2017-18, 2018-19)
- UEFA 여자 챔피언스리그 2회 우승 (2012-13, 2013-14)

### 국가대표
- 2004년 UEFA U-19 여자 축구 선수권 대회 준우승
- 2004년 FIFA U-19 세계 여자 축구 선수권 대회 우승
- 2012년 알가르브컵 우승
- UEFA 여자 유로 2013 우승
- 2014년 알가르브컵 우승
- 2016년 리우데자네이루 하계 올림픽 금메달